# Wielki Komorsk
Wielki Komorsk – sołecka wieś kociewska w Polsce, położona w województwie kujawsko-pomorskim, w powiecie świeckim, w gminie Warlubie, częściowo na Wysoczyźnie Świeckiej i w Dolinie Dolnej Wisły.
W latach 1975–1998 miejscowość administracyjnie należała do województwa bydgoskiego. Według Narodowego Spisu Powszechnego (III 2011 r.) liczyła 1376 mieszkańców. Jest drugą co do wielkości miejscowością gminy Warlubie.

## Integralne części wsi
| SIMC    | Nazwa     | Rodzaj    |
| ------- | --------- | --------- |
| 0099547 | Komorsk   | część wsi |
| 0099553 | Kozłowiec | część wsi |
| 0099560 | Lisi Kąt  | część wsi |
| 0099576 | Prądki    | część wsi |
| 0099582 | Ryżewo    | część wsi |

## Historia
O prastarym osadnictwie świadczą odkryte groby skrzynkowe (ok. 500-125 p.n.e.). Miejscowość znajdowała się pod panowaniem książąt Pomorza Gdańskiego, a od roku 1246 była w posiadaniu biskupów kujawskich. Pierwotny kościół pochodził z roku 1295 (zachowały się gotyckie fragmenty w dolnej części wieży), a obecny barokowy kościół, będący trzecią w historii Komorska świątynią, wybudowano w roku 1798. W kościele znajduje się ornat z XVIII wieku i witraże z roku 1896 (wykonane w Monachium). W XVI wieku wieś częściowo zasiedlona została przez mennonitów holenderskich. Do dziś zachowały się w Wielkim i Małym Komorsku XIX-wieczne chaty drewniane o konstrukcji zrębowej, wybudowane w stylu holenderskim.